# Rudňany
Rudňany jsou obec na Slovensku. Nachází se v západní části Galmusu v Slovenském rudohoří, v okrese Spišská Nová Ves v Košickém kraji. Sousedí s obcemi Markušovce, Matejovce nad Hornádom, Nálepkovo, Poráč, Švedlár a Závadka. Partnerským městem je polské Bukowno. V obci se nachází římskokatolický farní úřad, základní škola, dvě mateřské školy a speciální škola.

## Obyvatelstvo
Vývoj obyvatelstva od roku 1869:
| Rok sčítání | Počet obyvatel | Počet domů |
| ----------- | -------------- | ---------- |
| 1869        |                | -          |
| 1880        | 876            | 108        |
| 1890        | 807            | 124        |
| 1900        | 1 201          | 151        |
| 1910        | 1 596          | 152        |
| 1921        | 1 610          | 158        |
| 1930        | 1 712          | 205        |
| 1950        | 2 089          | 233        |
| 1961        | 3 620          | 248        |
| 1970        | 3 513          | 256        |
| 1980        | 3 113          | 315        |
| 1991        | 2 824          | 280        |
| 2001        | 3 196          | 262        |

Složení obyvatelstva podle náboženského vyznání (2001):
|                          | Počet obyvatel | %    |
| ------------------------ | -------------- | ---- |
| Římskokatolická církev   | 2 865          | 89,6 |
| Řeckokatolická církev    | 68             | 2,1  |
| Pravoslavná církev       | 4              | 0,1  |
| Evangelická církev a. v. | 18             | 0,6  |
| Bez vyznání              | 161            | 5,0  |
| Ostatní a nezjištěno     | 80             | 2,5  |

Složení obyvatelstva podle národnosti (2001):
|                      | Počet obyvatel | %    |
| -------------------- | -------------- | ---- |
| Slovenská            | 2 768          | 86,6 |
| Maďarská             | 3              | 0,1  |
| Romská               | 395            | 12,4 |
| Rusínské             | 1              | 0,0  |
| Ukrajinská           | 3              | 0,1  |
| Česká                | 6              | 0,2  |
| Ostatní a nezjištěná | 20             | 0,6  |

## Politika

### Starostové
- 1990 – 1994 Miroslav Blišťan (KSS)
- 1994 – 1998 Miroslav Blišťan (HZDS)
- 1998 – 2002 Miroslav Blišťan (SOP + KSS + ROI)
- 2002 – 2010 Miroslav Blišťan (NEKA)

### Zastupitelstvo
- 1990 – 1994 – 24 poslanců
- 1994 – 1998 – 16 poslanců (8 HZDS, 4 SDĽ, 3 KDH, 1 KSS)
- 1998 – 2002 – 16 poslanců (7 SDĽ, 4 HZDS, 3 KSS, 1 DÚ, 1 SNS)
- 2002 – 2006 – 11 poslanců (4 KSS, 3 HZDS, 3 KDH, SDKÚ 1)
- 2006 – 2010 – 11 poslanců (4 LS-HZDS, 2 KDH, 2 SMER-SD, 2 NEKA, 1 KSS)

## Významné osobnosti
- Michal Kumorovitz, SJ, římskokatolický kněz, jezuita, fyzik, teolog a filozof
- Augustín Scholtz, slovenský matematik